# Georges Fischer

Georges Fischer (links) und Johannes Anderegg, 1996

Georges Fischer (* 30. Mai 1935 in Schaffhausen; † 28. Oktober 2007 in St. Gallen) war ein Schweizer Ökonom und Hochschulrektor der Universität St. Gallen (HSG).

## Leben
Er war der Sohn des Ernst Fischer, Ingenieur und Besitzer einer Autogarage, und der Lucienne (geb. André). Sein Vater verstarb früh, was für die Familie eine Herausforderung bedeutete.
Georges Fischer besuchte die Kantonschule in Schaffhausen und begann nach der Maturität 1955 sein Studium an der Hochschule St. Gallen (Richtung Industrie). Das Studium finanzierte er sich mit einem Nebenerwerb. Nach dem Lizentiat arbeitete Fischer als Assistent und wissenschaftlicher Mitarbeiter am Schweizerischen Institut für Aussenwirtschafts-, Struktur- und Marktforschung (SIAM) an der HSG. 1963 veröffentlichte er seine Dissertation Probleme regionaler Volkseinkommens- und Sozialproduktsschätzungen. Dargestellt am Beispiel des Kantons St.Gallen. Nach seiner Habilitation 1972 zur Analyse regionaler Entwicklungsprozesse als Grundlage einer rationalen Raumordnungspolitik für die Schweiz ernannte ihn die HSG zum Privatdozenten. Gleichzeitig wurde er zum Direktor des SIAM gewählt. 1973 wurde Fischer zum Titularprofessor für Volkswirtschaftslehre, insbesondere im Bereich der Struktur- und Regionalforschung, ernannt. Ab 1976 war er ausserordentlicher Professor für Raumordnung und regionale Entwicklung und ab 1989 ordentlicher Professor der Volkswirtschaftslehre mit besonderer Berücksichtigung der Regionalökonomie.
Von 1993 bis 1997 war Georges Fischer Rektor der HSG. Während seiner Amtszeit bewirkte er die Inbetriebnahme des Weiterbildungszentrums Holzweid sowie die Revision des Universitätsgesetzes und die damit einhergehende Umbenennung der Hochschule zur „Universität St.Gallen (HSG)“.
Fischer war Mitglied des Nationalen Forschungsrates des Schweizerischen Nationalfonds (SNF) und Präsident der beratenden Kommission des Bundesrates für Konjunktur- und Sozialstatistik (KOKOS).
Er war verheiratet und Vater von zwei Kindern. Im Jahr 2000 wurde er emeritiert.